# 甲賀忍法帖
甲賀忍法帖（日语：／ Kōga Ninpōchō）是日本小說家山田風太郎的作品，於1958年12月至隔年11月之間在光文社的「面白俱樂部」雜誌上連載，是山田著名的忍法帖系列（伊賀忍法帖、柳生忍法帖等）中的第一部。
2003年漫畫家瀨川雅樹將此部小說改編成漫畫作品，此後知名動畫公司GONZO更針對漫畫推出動畫作品，有關動漫畫版內容，詳見BASILISK～甲賀忍法帖～條目。真人電影版的《忍 SHINOBI》於2005年9月在日本上映（松竹映畫製作），由小田切讓與仲間由紀惠主演。
須留意的是，雖然各版本的故事大綱相同，登場人物和各人的結局並不一樣。

## 故事大綱
甲賀卍谷眾與伊賀鍔隠眾兩大忍者集團，自源平合戰以來，即是不共戴天的世仇，兩族互相鬥爭了四百年，直到初代服部半藏與兩族簽下了停戰協定，才開啟了兩族之間和平共存的局面。
慶長十九年，德川家康為了解決孫子竹千代與國千代的繼承權之爭，決定廢止停戰協定，由伊賀代表竹千代、甲賀代表國千代，兩方各選出十人來進行生死對決，由最後生存較多的一方來繼承將軍大位。此時，即將論及婚嫁的甲賀首領之孫——弦之介與伊賀頭目之孫女——朧，正在甲賀伊賀邊境互訴戀曲，完全不知兩人即將被捲入這場殘酷的紛爭……

## 翻譯
此為山田風太郎的長篇作品，英語版於2006年12月由Del Rey公司發售。另外也有發售繁體中文版及簡體中文版。

## 相關
- BASILISK～甲賀忍法帖～：本作的漫畫版。
- 甲贺忍法帖 (电影)：本作的电影版。

## 外部連結
电影
- 互联网电影数据库（IMDb）上《甲賀忍法帖》的资料（英文）
- 豆瓣电影上《甲賀忍法帖》的資料 （简体中文）

舞台劇
- 文藻外語學院日本語文系第15屆畢業公演－さだめ （页面存档备份，存于）。

漫畫
- －漫畫版作者瀨川雅樹（日语：せがわまさき）的官方網站（日語）。

動畫
- －動畫版官方網站（日語）。